# كاشكك (باتشة لك الشرقي)
کاشکك (بالفارسية: کشکک) هي قرية تقع في إيران في قسم باتشة لك الشرقي الریفي. يقدر عدد سكانها بـ 464 نسمة بحسب إحصاء 2016.